# NHL Entry Draft 2017
Der NHL Entry Draft 2017 fand am 23. und 24. Juni 2017 statt. Es war die 55. Austragung dieser Veranstaltung. Austragungsort war das United Center in Chicago im US-Bundesstaat Illinois. In sieben Runden wählten die NHL-Teams 217 Spieler aus.
Die New Jersey Devils wählten Nico Hischier als First Overall Draft Pick, der somit zum am höchsten ausgewählten Schweizer der NHL-Geschichte wurde. Auf den Positionen zwei und drei folgten der Kanadier Nolan Patrick (Philadelphia Flyers) sowie der Finne Miro Heiskanen (Dallas Stars).

## Verfügbare Spieler
Alle Spieler, die zwischen dem 1. Januar 1997 und dem 15. September 1999 geboren wurden, waren für den Draft verfügbar. Zusätzlich waren alle ungedrafteten, nicht-nordamerikanischen Spieler über 20 für den Draft zugelassen. Ebenso waren diejenigen Spieler verfügbar, die beim NHL Entry Draft 2015 gewählt wurden und bis zum Zeitpunkt des Entry Draft 2017 keinen Einstiegsvertrag bei ihrem ursprünglichen Draftverein unterschrieben hatten.

## Draft-Reihenfolge
Legende: Erstes Wahlrecht  Zweites Wahlrecht  Drittes Wahlrecht
| Nr. | Team                 | Chance |
| 1.  | Colorado Avalanche   | 18,0 % |
| 2.  | Vancouver Canucks    | 12,1 % |
| 3.  | Arizona Coyotes      | 10,3 % |
| 3.  | Vegas Golden Knights | 10,3 % |
| 4.  | New Jersey Devils    | 8,5 %  |
| 5.  | Buffalo Sabres       | 7,6 %  |
| 6.  | Detroit Red Wings    | 6,7 %  |
| 7.  | Dallas Stars         | 5,8 %  |

| Nr. | Team                | Chance |
| 8.  | Florida Panthers    | 5,4 %  |
| 9.  | Los Angeles Kings   | 4,5 %  |
| 10. | Carolina Hurricanes | 3,2 %  |
| 11. | Winnipeg Jets       | 2,7 %  |
| 12. | Philadelphia Flyers | 2,2 %  |
| 13. | Tampa Bay Lightning | 1,8 %  |
| 14. | New York Islanders  | 0,9 %  |

Die Draft-Reihenfolge aller Teams, die in der Saison 2016/17 nicht die Playoffs erreichten, wurde durch die Draft-Lotterie bestimmt. Dabei wurde, wie erst im Vorjahr eingeführt, nicht nur das erste Wahlrecht verlost, sondern auch das zweite und dritte; die Gewinnwahrscheinlichkeiten (s. Tabelle für das erste Wahlrecht) wurden von Ziehung zu Ziehung angepasst, je nachdem, welches Team das zuvor verloste Wahlrecht erhielt. Die Gewinnchancen glichen dabei allerdings nicht denen aus dem Vorjahr, sondern wurden proportional gesenkt, da auch das neue Franchise der Liga, die Vegas Golden Knights, an Lotterie und Draft teilnehmen. Dabei erhielten die Golden Knights die gleichen Gewinnchancen wie das drittschlechteste Team der Liga, sodass dem Team mindestens ein Top-Sechs-Draftpick sicher war. In allen weiteren Runden soll das neue Franchise an der jeweils dritten Position wählen dürfen.
Die Draft-Lotterie fand am 29. April 2017 statt, wobei die New Jersey Devils das erste Wahlrecht zugelost bekamen und somit vier Plätze aufstiegen. Das zweite Wahlrecht ging an die Philadelphia Flyers, die ihre Position um elf Ränge verbesserten, ehe die Dallas Stars die dritte und letzte Lotterie gewannen und somit fünf Plätze aufstiegen.
Die Draftreihenfolge der 16 Playoff-Teilnehmer stand nach dem Stanley-Cup-Finale fest. Der Stanley-Cup-Sieger Pittsburgh wurde auf Position 30, der Finalgegner Nashville auf Position 29 gesetzt. Auf den Positionen 27 und 28 wurden die in den Conference-Finals ausgeschiedenen Teams (Anaheim, Ottawa) einsortiert. Die restlichen Playoff-Mannschaften wurden anhand ihres Tabellenstandes in der regulären Saison gesetzt. Dabei galt, dass die Mannschaft mit den wenigsten Tabellenpunkten auf Position 15 steht. Die Draft-Reihenfolge galt für alle Runden des Entry Draft, die Lotterie veränderte demnach nur die Reihenfolge der ersten Wahlrunde. Zudem konnten die Mannschaften über Transfers Wahlrechte anderer Teams erwerben sowie eigene an andere Mannschaften abgeben.

### Transfer von Erstrunden-Wahlrechten
| Datum            | Von                                       | Zu                                                        | Anmerkung |
| ---------------- | ----------------------------------------- | --------------------------------------------------------- | --- |
| 24. Februar 2017 | Anaheim Ducks                             | Dallas Stars                                              | Die Anaheim Ducks erhielten Patrick Eaves von den Dallas Stars und schickten im Gegenzug ein Zweitrunden-Wahlrecht nach Dallas, das zu einem für die erste Runde werden sollte, sofern Anaheim das Conference-Finale der Playoffs erreicht und Eaves dabei in mindestens der Hälfte der Spiele zum Einsatz kommt. Diese Bedingungen wurden Mitte Mai erfüllt.                                                                                                   |
| 26. Februar 2017 | Minnesota Wild                            | Arizona Coyotes                                           | Die Minnesota Wild erhielten Martin Hanzal, Ryan White sowie ein Viertrunden-Wahlrecht für den Entry Draft 2017 von den Arizona Coyotes und gaben im Gegenzug Grayson Downing, das Erstrunden-Wahlrecht, ein Zweitrunden-Wahlrecht für den Entry Draft 2018 sowie ein erfolgsabhängiges Viertrunden-Wahlrecht für den Entry Draft 2019 ab. |
| 27. Februar 2017 | Washington Capitals                       | St. Louis Blues                                           | Die Washington Capitals erhielten Kevin Shattenkirk sowie Pheonix Copley von den St. Louis Blues und gaben im Gegenzug Zach Sanford, Brad Malone, das Erstrunden-Wahlrecht, ein erfolgsabhängiges Siebtrunden-Wahlrecht für den Entry Draft 2017 oder 2018 sowie ein erfolgsabhängiges Zweitrunden-Wahlrecht für den Entry Draft 2019 ab. |
| 21. Juni 2017    | New York Islanders                        | Vegas Golden Knights                                      | Im Rahmen des NHL Expansion Draft 2017 wählten die Vegas Golden Knights Jean-François Bérubé von den New York Islanders aus und erhielten dafür zusätzlich Jake Bischoff, das Erstrunden-Wahlrecht sowie ein Zweitrunden-Wahlrecht für den NHL Entry Draft 2019. Im Gegenzug übernahm Vegas den Vertrag von Michail Hrabouski, der aufgrund einer Verletzung mit hoher Wahrscheinlichkeit kein Spiel mehr absolvieren wird.                                     |
| 21. Juni 2017    | Columbus Blue Jackets                     | Vegas Golden Knights                                      | Im Rahmen des NHL Expansion Draft 2017 wählten die Vegas Golden Knights William Karlsson von den Columbus Blue Jackets aus und erhielten dafür zusätzlich das Erstrunden-Wahlrecht sowie ein Zweitrunden-Wahlrecht für den NHL Entry Draft 2019. Im Gegenzug übernahm Vegas den Vertrag von David Clarkson, der aufgrund einer Verletzung mit hoher Wahrscheinlichkeit kein Spiel mehr absolvieren wird.                                                        |
| 21. Juni 2017    | Winnipeg Jets (Tausch)                    | Vegas Golden Knights (Tausch) (von Columbus Blue Jackets) | Im Rahmen des NHL Expansion Draft 2017 wählten die Vegas Golden Knights Chris Thorburn von den Winnipeg Jets aus und erhielten dafür zusätzlich das Erstrunden-Wahlrecht sowie ein Drittrunden-Wahlrecht für den NHL Entry Draft 2019. Im Gegenzug schickten die Golden Knights ihr zuvor von den Columbus Blue Jackets erworbenes Erstrunden-Wahlrecht nach Winnipeg. Vegas stieg damit elf Plätze auf; Winnipeg ab.                                           |
| 23. Juni 2017    | Arizona Coyotes                           | New York Rangers                                          | Die Arizona Coyotes erhielten Derek Stepan und Antti Raanta von den New York Rangers und gaben im Gegenzug Anthony DeAngelo und das Erstrunden-Wahlrecht ab. |
| 23. Juni 2017    | Chicago Blackhawks (Tausch)               | Dallas Stars (Tausch) (von Anaheim Ducks)                 | Die Dallas Stars gaben ihr Erstrunden-Wahlrecht für die 29. Position samt einem Drittrunden-Wahlrecht für den gleichen Draft an die Chicago Blackhawks ab und erhielten im Gegenzug Chicagos Erstrunden-Wahlrecht für die 26. Position, stiegen also drei Positionen auf. |
| 23. Juni 2017    | St. Louis Blues (von Washington Capitals) | Philadelphia Flyers                                       | Die St. Louis Blues erhielten Brayden Schenn und schickten im Gegenzug Jori Lehterä, das Erstrunden-Wahlrecht sowie ein konditionales Erstrunden-Wahlrecht für den NHL Entry Draft 2018 nach Philadelphia. Sollte St. Louis 2018 in den Top Ten draften dürfen, verschiebt sich das Erstrunden-Wahlrecht zum NHL Entry Draft 2019 und Philadelphia erhält ein zusätzliches Drittrunden-Wahlrecht für den NHL Entry Draft 2020. Dies geschah in der Folge nicht. |
| 23. Juni 2017    | Pittsburgh Penguins                       | St. Louis Blues                                           | Die Pittsburgh Penguins erhielten Ryan Reaves und ein Zweitrunden-Wahlrecht in diesem Draft von den St. Louis Blues und gaben im Gegenzug Oskar Sundqvist und das Erstrunden-Wahlrecht ab. |

## Rankings
Die Final Rankings des Central Scouting Service (CSS) vom 11. April 2017 und die Rankings des International Scouting Services (ISS) vom 3. Mai 2017 mit den vielversprechendsten Talenten für den NHL Entry Draft 2017:
| Rang | Feldspieler Nordamerika | Pos.  | Feldspieler Europa  | Pos.  |
| ---- | ----------------------- | ----- | ------------------- | ----- |
| 1    | Nolan Patrick           | C     | Klim Kostin         | C/W   |
| 2    | Nico Hischier           | C     | Elias Pettersson    | C     |
| 3    | Casey Mittelstadt       | C     | Lias Andersson      | C     |
| 4    | Gabriel Vilardi         | C     | Miro Heiskanen      | D     |
| 5    | Michael Rasmussen       | C     | Martin Nečas        | C     |
| 6    | Cody Glass              | C     | Timothy Liljegren   | D     |
| 7    | Owen Tippett            | RW    | Kristian Vesalainen | RW/LW |
| 8    | Eeli Tolvanen           | RW/LW | Urho Vaakanainen    | D     |
| 9    | Cale Makar              | D     | Erik Brännström     | D     |
| 10   | Nick Suzuki             | C     | Jesper Boqvist      | C     |

| Rang | Torhüter Nordamerika | Torhüter Europa      |
| ---- | -------------------- | -------------------- |
| 1    | Jake Oettinger       | Ukko-Pekka Luukkonen |
| 2    | Keith Petruzzelli    | Olle Eriksson Ek     |
| 3    | Ian Scott            | Adam Åhman           |

| Rang | Spieler           | Pos. |
| ---- | ----------------- | ---- |
| 1    | Nolan Patrick     | C    |
| 2    | Nico Hischier     | C    |
| 3    | Gabriel Vilardi   | C    |
| 4    | Owen Tippett      | RW   |
| 5    | Miro Heiskanen    | D    |
| 6    | Cody Glass        | C    |
| 7    | Casey Mittelstadt | C    |
| 8    | Timothy Liljegren | D    |
| 9    | Michael Rasmussen | C    |
| 10   | Cale Makar        | D    |

## Draftergebnis
| Inhaltsverzeichnis Runde 1 \| Runde 2 \| Runde 3 \| Runde 4 \| Runde 5 \| Runde 6 \| Runde 7 |

### Runde 1
| #   | Spieler               | Nationalität                 | Pos | NHL-Team                                                           | College-/ Junioren-/ Profi-Team                     |
| --- | --------------------- | ---------------------------- | --- | ------------------------------------------------------------------ | --------------------------------------------------- |
| 1.  | Nico Hischier         | Schweiz                      | C   | New Jersey Devils                                                  | Halifax Mooseheads (LHJMQ)                          |
| 2.  | Nolan Patrick         | Kanada                       | C   | Philadelphia Flyers                                                | Brandon Wheat Kings (WHL)                           |
| 3.  | Miro Heiskanen        | Finnland                     | D   | Dallas Stars                                                       | Helsingfors IFK (Liiga)                             |
| 4.  | Cale Makar            | Kanada                       | D   | Colorado Avalanche                                                 | Brooks Bandits (AJHL)                               |
| 5.  | Elias Pettersson      | Schweden                     | C   | Vancouver Canucks                                                  | Timrå IK (HockeyAllsvenskan)                        |
| 6.  | Cody Glass            | Kanada                       | C   | Vegas Golden Knights                                               | Portland Winterhawks (WHL)                          |
| 7.  | Lias Andersson        | Schweden                     | C   | New York Rangers (von Arizona Coyotes)                             | HV71 (SHL)                                          |
| 8.  | Casey Mittelstadt     | Vereinigte Staaten           | C   | Buffalo Sabres                                                     | Eden Prairie High School (US High School)           |
| 9.  | Michael Rasmussen     | Kanada                       | C   | Detroit Red Wings                                                  | Tri-City Americans (WHL)                            |
| 10. | Owen Tippett          | Kanada                       | RW  | Florida Panthers                                                   | Mississauga Steelheads (OHL)                        |
| 11. | Gabriel Vilardi       | Kanada                       | C   | Los Angeles Kings                                                  | Windsor Spitfires (OHL)                             |
| 12. | Martin Nečas          | Tschechien                   | C   | Carolina Hurricanes                                                | HC Kometa Brno (Extraliga)                          |
| 13. | Nick Suzuki           | Kanada                       | C   | Vegas Golden Knights (von Winnipeg Jets)                           | Owen Sound Attack (OHL)                             |
| 14. | Callan Foote          | Vereinigte Staaten/ Kanada   | D   | Tampa Bay Lightning                                                | Kelowna Rockets (WHL)                               |
| 15. | Erik Brännström       | Schweden                     | D   | Vegas Golden Knights (von New York Islanders)                      | HV71 (SHL)                                          |
| 16. | Juuso Välimäki        | Finnland                     | D   | Calgary Flames                                                     | Tri-City Americans (WHL)                            |
| 17. | Timothy Liljegren     | Schweden/ Vereinigte Staaten | D   | Toronto Maple Leafs                                                | Rögle BK (SHL)                                      |
| 18. | Urho Vaakanainen      | Finnland                     | D   | Boston Bruins                                                      | JYP Jyväskylä (Liiga)                               |
| 19. | Josh Norris           | Vereinigte Staaten           | C   | San Jose Sharks                                                    | USA Hockey National Team Development Program (USHL) |
| 20. | Robert Thomas         | Kanada                       | C   | St. Louis Blues                                                    | London Knights (OHL)                                |
| 21. | Filip Chytil          | Tschechien                   | C   | New York Rangers                                                   | PSG Zlín (Extraliga)                                |
| 22. | Kailer Yamamoto       | Vereinigte Staaten           | RW  | Edmonton Oilers                                                    | Spokane Chiefs (WHL)                                |
| 23. | Pierre-Olivier Joseph | Kanada                       | D   | Arizona Coyotes (von Minnesota Wild)                               | Charlottetown Islanders (LHJMQ)                     |
| 24. | Kristian Vesalainen   | Finnland                     | RW  | Winnipeg Jets (von Columbus Blue Jackets via Vegas Golden Knights) | Frölunda HC (SHL)                                   |
| 25. | Ryan Poehling         | Vereinigte Staaten           | C   | Canadiens de Montréal                                              | St. Cloud State University (NCHC)                   |
| 26. | Jake Oettinger        | Vereinigte Staaten           | G   | Dallas Stars (von Chicago Blackhawks)                              | Boston University (Hockey East)                     |
| 27. | Morgan Frost          | Kanada                       | C   | Philadelphia Flyers (von Washington Capitals via St. Louis Blues)  | Sault Ste. Marie Greyhounds (OHL)                   |
| 28. | Shane Bowers          | Kanada                       | C   | Ottawa Senators                                                    | Waterloo Black Hawks (USHL)                         |
| 29. | Henri Jokiharju       | Finnland                     | D   | Chicago Blackhawks (von Anaheim Ducks via Dallas Stars)            | Portland Winterhawks (WHL)                          |
| 30. | Eeli Tolvanen         | Finnland                     | RW  | Nashville Predators                                                | Sioux City Musketeers (USHL)                        |
| 31. | Klim Kostin           | Russland                     | C/W | St. Louis Blues (von Pittsburgh Penguins)                          | HK Dynamo Moskau (KHL)                              |

### Runde 2
| #   | Spieler              | Nationalität               | Pos | NHL-Team                                                                 | College-/ Junioren-/ Profi-Team                     |
| --- | -------------------- | -------------------------- | --- | ------------------------------------------------------------------------ | --------------------------------------------------- |
| 32. | Conor Timmins        | Kanada                     | D   | Colorado Avalanche                                                       | Sault Ste. Marie Greyhounds (OHL)                   |
| 33. | Kole Lind            | Kanada                     | RW  | Vancouver Canucks                                                        | Kelowna Rockets (WHL)                               |
| 34. | Nicolas Hague        | Kanada                     | D   | Vegas Golden Knights                                                     | Mississauga Steelheads (OHL)                        |
| 35. | Isaac Ratcliffe      | Kanada                     | LW  | Philadelphia Flyers (von Arizona Coyotes)                                | Guelph Storm (OHL)                                  |
| 36. | Jesper Boqvist       | Schweden                   | C   | New Jersey Devils                                                        | Brynäs IF (SHL)                                     |
| 37. | Marcus Davidsson     | Schweden                   | C   | Buffalo Sabres                                                           | Djurgården Hockey (SHL)                             |
| 38. | Gustav Lindström     | Schweden                   | D   | Detroit Red Wings                                                        | Almtuna IS (HockeyAllsvenskan)                      |
| 39. | Jason Robertson      | Vereinigte Staaten         | LW  | Dallas Stars                                                             | Kingston Frontenacs (OHL)                           |
| 40. | Aleksi Heponiemi     | Finnland                   | C   | Florida Panthers                                                         | Swift Current Broncos (WHL)                         |
| 41. | Jaret Anderson-Dolan | Kanada                     | C   | Los Angeles Kings                                                        | Spokane Chiefs (WHL)                                |
| 42. | Eetu Luostarinen     | Finnland                   | C   | Carolina Hurricanes                                                      | KalPa (Liiga)                                       |
| 43. | Dylan Samberg        | Vereinigte Staaten         | D   | Winnipeg Jets                                                            | Hermantown High School (US High School)             |
| 44. | Filip Westerlund     | Schweden                   | D   | Arizona Coyotes (von Philadelphia Flyers)                                | Frölunda HC (SHL)                                   |
| 45. | Alexandre Texier     | Frankreich                 | C   | Columbus Blue Jackets (von Tampa Bay Lightning via Vegas Golden Knights) | Grenoble Métropole Hockey 38 (Ligue Magnus)         |
| 46. | Robin Salo           | Finnland                   | D   | New York Islanders                                                       | Vaasan Sport (Liiga)                                |
| 47. | Alex Formenton       | Kanada                     | LW  | Ottawa Senators (von Calgary Flames)                                     | London Knights (OHL)                                |
| 48. | Alexander Wolkow     | Russland                   | RW  | Tampa Bay Lightning (von Toronto Maple Leafs)                            | SKA-1946 Sankt Petersburg (MHL)                     |
| 49. | Mario Ferraro        | Kanada                     | D   | San Jose Sharks (von Boston Bruins via New Jersey Devils)                | Des Moines Buccaneers (USHL)                        |
| 50. | Max Comtois          | Kanada                     | LW  | Anaheim Ducks (von San Jose Sharks via Toronto Maple Leafs)              | Tigres de Victoriaville (LHJMQ)                     |
| 51. | Zachary Lauzon       | Kanada                     | D   | Pittsburgh Penguins (von St. Louis Blues)                                | Huskies de Rouyn-Noranda (LHJMQ)                    |
| 52. | Luke Martin          | Vereinigte Staaten         | D   | Carolina Hurricanes (von New York Rangers)                               | University of Michigan (Big Ten Conference)         |
| 53. | Jack Studnicka       | Kanada                     | C   | Boston Bruins (von Edmonton Oilers)                                      | Oshawa Generals (OHL)                               |
| 54. | Ukko-Pekka Luukkonen | Finnland                   | G   | Buffalo Sabres (von Minnesota Wild)                                      | Hämeenlinnan Pallokerho U20 (Nuorten SM-liiga)      |
| 55. | Jonah Gadjovich      | Kanada                     | LW  | Vancouver Canucks (von Columbus Blue Jackets)                            | Owen Sound Attack (OHL)                             |
| 56. | Joshua Brook         | Kanada                     | D   | Canadiens de Montréal                                                    | Moose Jaw Warriors (WHL)                            |
| 57. | Ian Mitchell         | Kanada                     | D   | Chicago Blackhawks                                                       | Spruce Grove Saints (AJHL)                          |
| 58. | Joni Ikonen          | Finnland                   | C   | Canadiens de Montréal (von Washington Capitals)                          | Frölunda HC J20 (J20 SuperElit)                     |
| 59. | Eemeli Räsänen       | Finnland                   | D   | Toronto Maple Leafs (von Ottawa Senators)                                | Kingston Frontenacs (OHL)                           |
| 60. | Antoine Morand       | Kanada                     | C   | Anaheim Ducks                                                            | Titan d’Acadie-Bathurst (LHJMQ)                     |
| 61. | Grant Mismash        | Vereinigte Staaten         | LW  | Nashville Predators                                                      | USA Hockey National Team Development Program (USHL) |
| 62. | Jake Leschyshyn      | Kanada/ Vereinigte Staaten | C   | Vegas Golden Knights (von Pittsburgh Penguins via Carolina Hurricanes)   | Regina Pats (WHL)                                   |

### Runde 3
| #   | Spieler              | Nationalität       | Pos   | NHL-Team                                                                                  | College-/ Junioren-/ Profi-Team                     |
| --- | -------------------- | ------------------ | ----- | ----------------------------------------------------------------------------------------- | --------------------------------------------------- |
| 63. | Fabian Zetterlund    | Schweden           | LW/RW | New Jersey Devils (von Colorado Avalanche)                                                | Färjestad BK J20 (J20 SuperElit)                    |
| 64. | Michael DiPietro     | Kanada             | G     | Vancouver Canucks                                                                         | Windsor Spitfires (OHL)                             |
| 65. | Jonas Røndbjerg      | Dänemark           | RW    | Vegas Golden Knights                                                                      | Växjö Lakers J20 (J20 SuperElit)                    |
| 66. | Max Gildon           | Vereinigte Staaten | D     | Florida Panthers (von Arizona Coyotes)                                                    | USA Hockey National Team Development Program (USHL) |
| 67. | Morgan Geekie        | Kanada             | C     | Carolina Hurricanes (von New Jersey Devils)                                               | Tri-City Americans (WHL)                            |
| 68. | Scott Walford        | Kanada             | D     | Canadiens de Montréal (von Buffalo Sabres)                                                | Victoria Royals (WHL)                               |
| 69. | MacKenzie Entwistle  | Kanada             | RW    | Arizona Coyotes (von Detroit Red Wings über San Jose Sharks)                              | Hamilton Bulldogs (OHL)                             |
| 70. | Andrei Altybarmakjan | Russland           | RW    | Chicago Blackhawks (von Dallas Stars)                                                     | SKA-Newa Sankt Petersburg (VHL)                     |
| 71. | Kasper Kotkansalo    | Finnland           | D     | Detroit Red Wings (von Florida Panthers)                                                  | Sioux Falls Stampede (USHL)                         |
| 72. | Matt Villalta        | Kanada             | G     | Los Angeles Kings                                                                         | Sault Ste. Marie Greyhounds (OHL)                   |
| 73. | Stelio Mattheos      | Kanada             | RW    | Carolina Hurricanes                                                                       | Brandon Wheat Kings (WHL)                           |
| 74. | Johnny Kovacevic     | Kanada             | D     | Winnipeg Jets                                                                             | Merrimack College (Hockey East)                     |
| 75. | Nathan Schnarr       | Kanada             | C     | Arizona Coyotes (von Philadelphia Flyers)                                                 | Guelph Storm (OHL)                                  |
| 76. | Alexei Lipanow       | Russland           | C     | Tampa Bay Lightning                                                                       | HK Dynamo Balaschicha (VHL)                         |
| 77. | Ben Mirageas         | Vereinigte Staaten | D     | New York Islanders                                                                        | Chicago Steel (USHL)                                |
| 78. | Stuart Skinner       | Kanada             | G     | Edmonton Oilers (von Calgary Flames via Arizona Coyotes)                                  | Lethbridge Hurricanes (WHL)                         |
| 79. | Lane Zablocki        | Kanada             | RW    | Detroit Red Wings (von Toronto Maple Leafs)                                               | Red Deer Rebels (WHL)                               |
| 80. | Kirill Ustimenko     | Russland/ Belarus  | G     | Philadelphia Flyers (von Boston Bruins)                                                   | HK Dynamo Sankt Petersburg (MHL)                    |
| 81. | Reilly Walsh         | Vereinigte Staaten | D     | New Jersey Devils (von San Jose Sharks)                                                   | Proctor Academy (US High School)                    |
| 82. | Cameron Crotty       | Kanada             | D     | Arizona Coyotes (von St. Louis Blues via Edmonton Oilers)                                 | Brockville Braves (Central Canada Hockey League)    |
| 83. | Zach Gallant         | Kanada             | C     | Detroit Red Wings (von New York Rangers)                                                  | Peterborough Petes (OHL)                            |
| 84. | Dmitri Samorukow     | Russland           | D     | Edmonton Oilers                                                                           | Guelph Storm (OHL)                                  |
| 85. | Ivan Lodnia          | Vereinigte Staaten | RW    | Minnesota Wild                                                                            | Erie Otters (OHL)                                   |
| 86. | Daniil Tarassow      | Russland           | G     | Columbus Blue Jackets                                                                     | Tolpar Ufa (MHL)                                    |
| 87. | Cale Fleury          | Kanada             | D     | Canadiens de Montréal                                                                     | Kootenay Ice (WHL)                                  |
| 88. | Keith Petruzzelli    | Vereinigte Staaten | G     | Detroit Red Wings (von Chicago Blackhawks via Carolina Hurricanes und Chicago Blackhawks) | Muskegon Lumberjacks (USHL)                         |
| 89. | Oskari Laaksonen     | Finnland           | D     | Buffalo Sabres (von Washington Capitals)                                                  | Tampereen Ilves U20 (Nuorten SM-liiga)              |
| 90. | Evan Barratt         | Vereinigte Staaten | C     | Chicago Blackhawks (von Ottawa Senators via Carolina Hurricanes)                          | USA Hockey National Team Development Program (USHL) |
| 91. | Jack Badini          | Vereinigte Staaten | C     | Anaheim Ducks                                                                             | Chicago Steel (USHL)                                |
| 92. | David Farrance       | Vereinigte Staaten | D     | Nashville Predators                                                                       | USA Hockey National Team Development Program (USHL) |
| 93. | Clayton Phillips     | Vereinigte Staaten | D     | Pittsburgh Penguins                                                                       | Fargo Force (USHL)                                  |

### Runde 4
Ab Runde 4 sind nur Spieler, über die ein Artikel existiert, aufgeführt.
| #    | Spieler         | Nationalität               | Pos | NHL-Team                                                    | College-/ Junioren-/ Profi-Team                     |
| ---- | --------------- | -------------------------- | --- | ----------------------------------------------------------- | --------------------------------------------------- |
| 102. | Scott Reedy     | Vereinigte Staaten         | C   | San Jose Sharks (von Florida Panthers via New York Rangers) | USA Hockey National Team Development Program (USHL) |
| 107. | Maksim Suschko  | Belarus                    | RW  | Philadelphia Flyers (von Tampa Bay Lightning)               | Owen Sound Attack (OHL)                             |
| 109. | Adam Ružička    | Slowakei                   | C   | Calgary Flames                                              | Sarnia Sting (OHL)                                  |
| 111. | Jeremy Swayman  | Vereinigte Staaten         | G   | Boston Bruins                                               | Sioux Falls Stampede (USHL)                         |
| 117. | Emil Bemström   | Schweden                   | C   | Columbus Blue Jackets                                       | Leksands IF (SHL)                                   |
| 120. | Tobias Geisser  | Schweiz                    | D   | Washington Capitals                                         | EV Zug (NLA)                                        |
| 121. | Drake Batherson | Vereinigte Staaten/ Kanada | RW  | Ottawa Senators                                             | Cape Breton Screaming Eagles (LHJMQ)                |

### Runde 5
| #    | Spieler           | Nationalität | Pos   | NHL-Team            | College-/ Junioren-/ Profi-Team      |
| ---- | ----------------- | ------------ | ----- | ------------------- | ------------------------------------ |
| 128. | Tyler Steenbergen | Kanada       | C     | Arizona Coyotes     | Swift Current Broncos (WHL)          |
| 129. | Gilles Senn       | Schweiz      | G     | New Jersey Devils   | HC Davos (NLA)                       |
| 136. | Leon Gawanke      | Deutschland  | D     | Winnipeg Jets       | Cape Breton Screaming Eagles (LHJMQ) |
| 139. | Sebastian Aho     | Schweden     | D     | New York Islanders  | Skellefteå AIK (SHL)                 |
| 143. | Marián Studenič   | Slowakei     | LW/RW | New Jersey Devils   | Hamilton Bulldogs (OHL)              |
| 144. | Parker Foo        | Kanada       | LW    | Chicago Blackhawks  | Brooks Bandits (AJHL)                |
| 152. | Jan Drozg         | Slowenien    | RW    | Pittsburgh Penguins | Leksands IF (J20 SuperElit)          |

### Runde 6
| #    | Spieler          | Nationalität       | Pos | NHL-Team        | College-/ Junioren-/ Profi-Team |
| ---- | ---------------- | ------------------ | --- | --------------- | ------------------------------- |
| 185. | Sasha Chmelevski | Vereinigte Staaten | C   | San Jose Sharks | Ottawa 67’s (OHL)               |

### Runde 7
| #    | Spieler             | Nationalität | Pos | NHL-Team        | College-/ Junioren-/ Profi-Team |
| ---- | ------------------- | ------------ | --- | --------------- | ------------------------------- |
| 194. | Dylan Ferguson      | Kanada       | G   | Dallas Stars    | Kamloops Blazers (WHL)          |
| 212. | Iwan Tschechowitsch | Russland     | LW  | San Jose Sharks | Drakkar de Baie-Comeau (LHJMQ)  |

## Statistik
| Rang | Nation             | gewählte Spieler | Prozent | erster gewählter Spieler         |
|      | Nordamerika        | 128              | 59,0 %  |                                  |
| ---- | ------------------ | ---------------- | ------- | -------------------------------- |
| 1    | Kanada             | 81               | 37,3 %  | Nolan Patrick, 2.                |
| 2    | Vereinigte Staaten | 47               | 21,7 %  | Casey Mittelstadt, 8.            |
|      | Europa             | 89               | 41,0 %  |                                  |
| 3    | Schweden           | 27               | 12,4 %  | Elias Pettersson, 5.             |
| 4    | Finnland           | 23               | 10,6 %  | Miro Heiskanen, 3.               |
| 5    | Russland           | 18               | 8,3 %   | Klim Kostin, 31.                 |
| 6    | Tschechien         | 9                | 4,1 %   | Martin Nečas, 12.                |
| 7    | Schweiz            | 3                | 1,4 %   | Nico Hischier, 1.                |
| 8    | Dänemark           | 2                | 0,9 %   | Jonas Røndbjerg, 65.             |
| 8    | Slowakei           | 2                | 0,9 %   | Adam Ružička, 109.               |
| 10   | Frankreich         | 1                | 0,5 %   | Alexandre Texier, 45.            |
| 10   | Belarus            | 1                | 0,5 %   | Maksim Suschko, 107.             |
| 10   | Deutschland        | 1                | 0,5 %   | Leon Gawanke, 136.               |
| 10   | Slowenien          | 1                | 0,5 %   | Jan Drozg, 152.                  |
| 10   | Norwegen           | 1                | 0,5 %   | Kristian Røykås Marthinsen, 213. |

Mit Nico Hischier wurde erstmals ein Schweizer an erster Gesamtposition ausgewählt; zuvor war Nino Niederreiter (2010, Position 5) der am höchsten gedraftete Eidgenosse. In Bezug auf die Nationalität der gewählten Spieler (s. Tabelle) setzte sich der Trend der letzten Jahre fort, sodass der Anteil europäischer Spieler von 31 % (2014) über 36 % (2015) und 33 % (2016) auf nunmehr 41 % anstieg. Über 40 % wurden zuletzt in den Jahren 2000 bis 2002 erreicht. In diesem Zusammenhang wurde mit sechs in der ersten Runde gewählten Finnen ein neuer Rekord aufgestellt (zuvor 2002, 5 Spieler). Ferner wurde Alexandre Texier nicht nur zum ersten in Frankreich ausgebildeten Spieler, der im NHL Entry Draft Berücksichtigung fand, sondern auch zum am höchsten ausgewählten, in Frankreich geborenen Spieler (zuvor Xavier Ouellet, 2011, Position 48).